# Santa María (Nicaragua)
Santa María è un comune del Nicaragua facente parte del dipartimento di Nueva Segovia.